# Senecio hydrophiloides
Senecio hydrophiloides là một loài thực vật có hoa trong họ Cúc. Loài này được Rydb. miêu tả khoa học đầu tiên năm 1900.